# Колумбајн (Колорадо)
Колумбајн (енгл. Columbine) насељено је место без административног статуса у америчкој савезној држави Колорадо.

## Демографија
По попису из 2010. године број становника је 24.280, што је 185 (0,8%) становника више него 2000. године.
| Група             | 2000.          | 2010.          |
| Белци             | 22.000 (91,3%) | 21.118 (87,0%) |
| Афроамериканци    | 114 (0,5%)     | 141 (0,6%)     |
| Азијати           | 280 (1,2%)     | 489 (2,0%)     |
| Хиспаноамериканци | 1.345 (5,6%)   | 2.065 (8,5%)   |
| Укупно            | 24.095         | 24.280         |